# Bobby Goldsboro
Bobby Goldsboro, född 18 januari 1941 i Marianna, Florida, är en amerikansk pop- och countrysångare och gitarrist. 
Han började sin karriär som gitarrist hos Roy Orbison. Han påbörjade en solokarriär 1964 och fick några halvstora hits med bland annat "See the Funny Little Clown", "Little Things" och "Voodoo Woman". Han är främst känd för sin stora internationella hit 1968, "Honey".
Utöver sin musik har han bland annat under senare år skapat The Swamp Critters of Lost Lagoon, en TV-serie för barn.

## Diskografi (urval)
Album
- 1964 – The Bobby Goldsboro Album
- 1964 – I Can't Stop Loving You
- 1965 – Little Things
- 1965 – Broomstick Cowboy
- 1966 – It's Too Late
- 1966 – Blue Autumn
- 1967 – Solid Goldsboro
- 1967 – The Romantic, Wacky, Soulful, Rockin', Country, Bobby Goldsboro
- 1967 – Our Way of Life (med Del Reeves)
- 1968 – Honey
- 1968 – Word Pictures
- 1969 – Today
- 1970 – Muddy Mississippi Line
- 1970 – Bobby Goldsboro's Greatest Hits
- 1971 – We Gotta Start Lovin'
- 1971 – Come Back Home
- 1972 – California Wine
- 1973 – Brand New Kind of Love
- 1973 – Summer (The First Time)
- 1974 – 10th Anniversary Album
- 1974 – Hello Summertime
- 1975 – Through the Eyes of a Man
- 1976 – A Butterfly for Bucky
- 1977 – Goldsboro
- 1981 – Bobby Goldsboro
- 1982 – The Round-Up Saloon

Singlar – topp 10 på Hot Country Songs (US Country), Billboard 200 (US) eller Adult Contemporary-listan (US AC)
- 1964 – "See the Funny Little Clown" (US #9, US AC #3)
- 1968 – "Honey" (US Country #1, US #1, US AC #1)
- 1968 – "Autumn of My Life" (US AC #2)
- 1968 – "The Straight Life" (US AC #6)
- 1969 – "Glad She's a Woman" (US AC #7)
- 1969 – "Muddy Mississippi Line" (US AC #10)
- 1970 – "Can You Feel It" (US AC #8)
- 1971 – "Watching Scotty Grow" (US Country #1, US #7, US AC #9)
- 1971 – "And I Love You So" (US AC #8)
- 1973 – "Summer (The First Time)" (US AC #1)
- 1974 – "Hello Summertime" (US AC #8)
- 1976 – "A Butterfly for Bucky" (US AC #7)
- 1977 – "Me and the Elephants" (US AC #6)